# Диаките, Бафоде
Бафоде́ Диаките́ (фр. Bafodé Diakité; родился 6 января 2001, Тулуза) — французский футболист, защитник английского клуба «Борнмут».

## Клубная карьера
С 2013 года выступает в футбольной академии «Тулузы». 5 декабря 2018 года дебютировал за основной состав «Тулузы» в матче французской Лиги 1 против «Реймса». 6 января 2019 года, в день своего восемнадцатилетия, Диаките забил свой первый гол за «Тулузу» в матче Кубка Франции против «Ниццы».
13 августа 2025 года перешёл в английский клуб «Борнмут».

## Карьера в сборной
Диаките родился во Франции в семье выходцев из Гвинеи, поэтому может выступать как за сборную Франции, так и за сборную Гвинеи.
Выступал за Францию в составе сборных до 16, до 18, до 19 лет и до 21 года.